# Saint-Luperce
Saint-Luperce – miejscowość i gmina we Francji, w Regionie Centralnym, w departamencie Eure-et-Loir.
Według danych na rok 1990 gminę zamieszkiwało 757 osób, a gęstość zaludnienia wynosiła 53 osoby/km² (wśród 1842 gmin Regionu Centralnego Saint-Luperce plasuje się na 513. miejscu pod względem liczby ludności, natomiast pod względem powierzchni na miejscu 918.).